# David Geffen
David Lawrence Geffen (Nueva York, 21 de febrero del 1943) es un editor de discos, productor de teatro y de películas estadounidense.

## Biografía
Nació en el seno de una familia de origen judío asquenazí.
En 1980 fundó su propia compañía Geffen Records, y en 1994 fue uno de los tres fundadores de la empresa cinematográfica Dreamworks.
Geffen fundó el sello Asylum Records en 1971, y empezó a editar sus propias producciones y a firmar contratos con grandes artistas como Joni Mitchell, Jackson Browne, Linda Ronstadt o la banda Eagles. Asylum Records fue comprado por Elektra Records y se quedó con el nombre de Elektra/Asylum Records. Geffen dimitió, y en 1980 crea su propia compañía Geffen Records, como también DGC. Geffen tuvo el honor de editar el último disco de John Lennon.
La compañía de Geffen se popularizó gracias a las producciones de discos de artistas reconocidos como:
- Aerosmith
- John Lennon y su último álbum Double Fantasy
- Cher
- Bob Dylan
- Peter Gabriel
- Guns N' Roses
- Nirvana
- Ashlee Simpson
- Sonic Youth
- Neil Young
- Donna Summer
- Slayer
- Whitesnake

## Trabajo cinematográfico-teatral
En cuanto a sus películas, Geffen produjo comedias como Little Shop of Horrors (La pequeña tienda de los horrores) y Beetlejuice (Bitelchús) además de producir junto con Stephen Woolley la película Entrevista con el vampiro protagonizada por Tom Cruise y Brad Pitt.
En el teatro apoyó a los musicales de Broadway: Dreamgirls y Cats y más tarde, en 1994, Geffen fundó junto a Steven Spielberg y Jeffrey Katzenberg los estudios Dreamworks.

## Fortuna personal
David Geffen fue en 2004 uno de los 400 estadounidenses más ricos. Ha donado gran parte de su fortuna para obras benéficas y de caridad.
La revista Forbes lo sitúa en el puesto 73 en la lista de estadounidenses más ricos, con una fortuna calculada en aproximadamente 6800 millones de dólares. Como dato curioso, es la persona homosexual más rica del planeta.
Actualmente vive en Malibú, California.